# Daniela Moskovits
Daniela Moskovits (* 18. Juni 1993 in Stockholm) ist eine schwedische Tischtennisspielerin. Sie gewann zusammen mit der Mannschaft eine Bronzemedaille bei der Europameisterschaft 2014. Sie ist Rechtshänderin und verwendet als Griff die europäische Shakehand-Schlägerhaltung.

## Werdegang
Erste internationale Auftritte hatte Moskovits bei Jugend-Weltmeisterschaften- sowie Europameisterschaften. Dabei konnte sie 2011 mit der Mannschaft bei der Jugend-EM eine Bronzemedaille gewinnen.
Ab 2012 trat die Schwedin dann zunehmend häufiger bei Erwachsenen-Turnieren auf, unter anderem bei der Europameisterschaft. Dort scheiterte sie im Einzel und Doppel bereits in der Qualifikation.
Bei der Weltmeisterschaft im selben Jahr, kam die Mannschaft nur auf Rang 20, wodurch sie die Medaillenränge weit verfehlten. 2013 war Moskovits eher inaktiv, konnte im Jahr 2014 dann jedoch den Gewinn einer Bronzemedaille bei der EM mit dem Team verzeichnen.
Im Jahr 2015 konnte sie an den Europaspielen teilnehmen, wo sie jedoch nur im Mannschaftswettbewerb zum Einsatz kam. Hier verlor die schwedische Auswahl im Viertelfinale. Bei den Zagreb Open warf sie bereits in der Qualifikation das Handtuch.
2016 spielte sie noch bei der WM mit, war dann bis 2018 aber inaktiv. 2018 konnte sie dann einige Auftritte auf der World Tour vorweisen, wo jedoch früh Schluss war. Im November 2019 wurde sie das letzte Mal in der ITTF-Weltrangliste geführt.

## Turnierergebnisse
| Verband | Veranstaltung              | Jahr | Ort            | Land | Einzel     | Doppel    | Mixed      | Team          |
| ------- | -------------------------- | ---- | -------------- | ---- | ---------- | --------- | ---------- | ------------- |
| SWE     | Europameisterschaft        | 2014 | Lissabon       | POR  |            |           |            | 3             |
| SWE     | Europameisterschaft        | 2012 | Herning        | DEN  | Qual.      | Qual.     |            |               |
| SWE     | Jugend-Europameisterschaft | 2011 | Kazan          | RUS  | letzte 64  | letzte 64 | letzte 64  | 3             |
| SWE     | Jugend-Europameisterschaft | 2010 | Istanbul       | TUR  | letzte 64  | letzte 64 | letzte 128 | 15            |
| SWE     | Jugend-Europameisterschaft | 2009 | Prag           | CZE  | letzte 128 | letzte 32 | letzte 32  | 13            |
| SWE     | Europaspiele               | 2015 | Baku           | ASE  |            |           |            | Viertelfinale |
| SWE     | World Tour                 | 2018 | Stockholm      | SWE  | letzte 128 |           |            |               |
| SWE     | World Tour                 | 2018 | Panagjurischte | BUL  | Qual.      |           |            |               |
| SWE     | World Tour                 | 2015 | Zagreb         | HRV  | Qual.      |           |            |               |
| SWE     | Jugend-Weltmeisterschaft   | 2011 | Manama         | IND  | letzte 64  | letzte 32 | letzte 64  |               |
| SWE     | Weltmeisterschaft          | 2016 | Kuala Lumpur   | MAS  |            |           |            | 21            |
| SWE     | Weltmeisterschaft          | 2014 | Tokio          | JPN  |            |           |            | 26            |
| SWE     | Weltmeisterschaft          | 2012 | Dortmund       | GER  |            |           |            | 20            |